# Yushania canoviridis
Yushania canoviridis är en gräsart som beskrevs av Guang Han Ye och Zheng Ping Wang. Yushania canoviridis ingår i släktet yushanior, och familjen gräs. Inga underarter finns listade i Catalogue of Life.